# HeidelbergCement

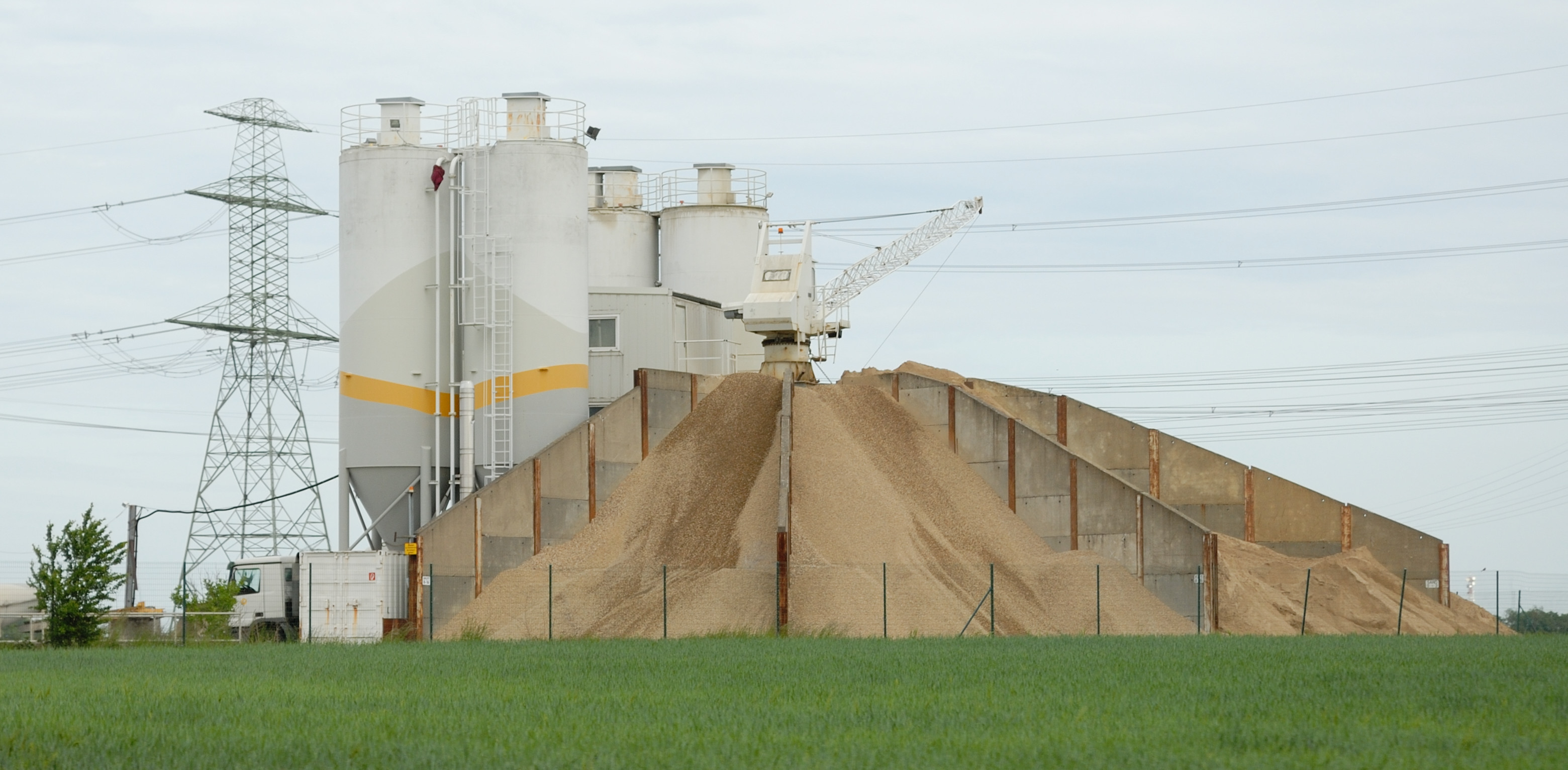
Betonárna společnosti HeidelbergCement v Lindenbergu

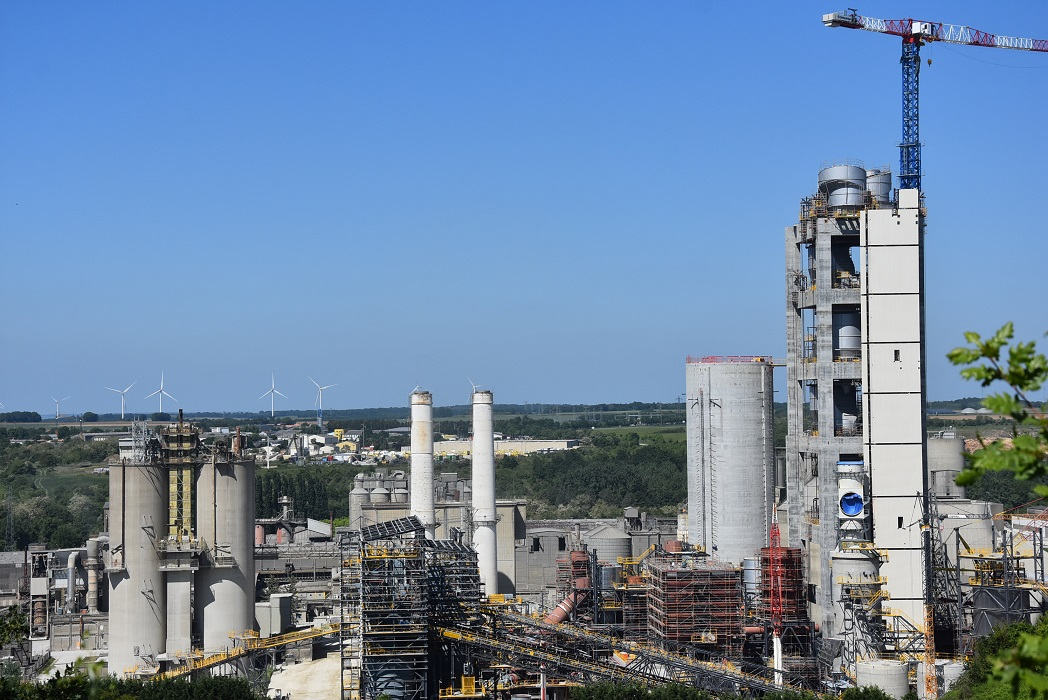
Továrna ve výstavbě ve Francii, jaro 2025.

HeidelbergCement AG je mezinárodní skupina, která spolu se svými dceřinými společnostmi patří mezi největší světové výrobce stavebních materiálů. Aktivity skupiny se odehrávají ve více než 40 zemích světa a jsou soustředěny na výrobu cementu, kameniva, transportního betonu a betonových výrobků.

## Základní údaje
V roce 2011 zaměstnávala skupina HeidelbergCement 52 526 lidí. Obrat skupiny dosáhl necelých 13 miliard € a vyrobeno bylo přibližně 88 milionů tun cementu, 254 milionů tun kameniva, 39 milionů krychlových metrů betonu a 9,5 milionů tun asfaltu .

## Historie
Nejdůležitější okamžiky v historii společnosti.
1873 – Johann Philipp Schifferdecker zakoupil tzv. „Bergheimer Mühle“ na řece Neckar v německém Heidelbergu a přeměnil jej ve výrobnu cementu. Podnik vystupuje pod názvem Portland-Cement-Werk Heidelberg AG.
1895 – Po požáru 4. února 1895 začíná výstavba nového výrobního závodu v městečku Leimen, asi 10 km jižněji od Heidelbergu. Už o rok později dosahuje roční výroba 80 000 tun cementu.
1901 – Sloučením s Mannheimer Portland-Cement-Fabrik AG včetně cementárny v Mainz-Weisenau došlo k vytvoření nové společnosti Portland-Cement-Werke Heidelberg und Mannheim AG.
1914 – Převzetí cementárny v Burglengenfeldu.
1918 – Spojením s realitní a stavební firmou Stuttgarter Immobilien- und Bau-Geschäft AG, jejíž součástí byla i cementárna v Schelklingenu získala firma název Portland-Cementwerke Heidelberg-Mannheim-Stuttgart AG.
1922 – Akvizice cementárny v Lengfurtu a o čtyři roky později i cementárny v Kiefersfeldenu.
1938 – Přejmenování společnosti na Portland-Zementwerke Heidelberg Aktiengesellschaft.
1977 – Převzetí amerického výrobce cementu, expandovaného jílu (keramzitu) a nábytku Lehigh Cement Company.
1978 – Změna názvu společnosti na Heidelberger Zement Aktiengesellschaft.
1990 – Po sjednocení Německa dochází v k významným investicím v oblasti výroby omítek, vápenopískových cihel, betonového zboží a kameniva především na území bývalého východního Německa. Došlo také k získání podílů v cementárnách Radotín a Králův Dvůr v České republice a Beremend a Vác v Maďarsku.
1993 – Převzetím většinového podílu v belgické společnosti S.A. Cimenteries CBR (tehdejšího vlastníka Cementárny a vápenky v Mokré) došlo k výraznému rozšíření aktivit mimo Německo.
1995 – Vstup na čínský trh prostřednictvím holdingu China Century Cement Ltd.
1999 – Navýšení podílu ve společnosti CBR na 100 %.
2006 – Vstup na trhy v Indii a Gruzii. Odkoupení většinového podílu v ruské společnosti Gurovo Beton, výrobci kameniva a betonových prefabrikátů.
2007 – Došlo k převzetí společnosti Hanson PLC. Tímto krokem se skupina HeidelbergCement stala největším světovým producentem kameniva. Byla odprodána skupina Maxit Group francouzskému výrobci stavebních materiálů Saint-Gobain.

## Aktivity v České republice
Skupina HeidelbergCement je v ČR zastoupena především společnostmi Českomoravský cement, Českomoravský beton, Českomoravský štěrk a VAPIS, které patří k největším domácím výrobcům cementu, betonu a kameniva.

## Trvale udržitelný rozvoj
HeidelbergCement Group deklaruje svůj zájmem o trvale udržitelný rozvoj a to jak v celosvětovém měřítku, tak v českém prostředí. Je členem Světové obchodní rady pro trvale udržitelný rozvoj (World Business Council for Sustainable Development). Svůj přístup staví na třech pilířích, kterými jsou: ekonomika, ekologie a sociální odpovědnost. Ty vycházejí z koncepce skupiny, kterou představuje program s názvem HeidelbergCement Sustainability Ambitions 2020.
V praxi se tak skupina HeidelbergCement snaží například o dialog a partnerství s obcemi v okolí svých provozoven a s nejrůznějšími občanskými organizacemi, o společenskou zodpovědnost vůči lidem žijícím poblíž, o ochranu životního prostředí a rekultivaci využívaných prostor nebo zvyšování bezpečnosti práce. Více informací o konkrétních programech a akcích je možno získat z oficiální zpráv skupiny.
Skupina HeidelbergCement je také patronem soutěže Quarry Life Award, která je určena studentům a vědeckým pracovníkům, jejichž úkolem je přihlásit do soutěže takový projekt, který přispěje k ochraně a podpoře biodiverzity lomů a pískoven a povede k posílení povědomí o biologické hodnotě těžebních prostor. Odehrává se v národních kolech (v současnosti v 18 zemích světa), přičemž 3 nejlepší projekty se dále účastní kola nadnárodního.
Mezi další projekty, kterými skupina HeidelbergCement v České republice podporuje ochranu přírody, patří například soutěž Města bez smogu. Ta se zaměřuje na studenty a absolventy a dává jim za úkol navrhnout betonový objekt, který by mohl být realizován s pomocí technologie TX Active, díky které dokáže beton čistit vzduch od výfukových plynů a jiných škodlivých látek.